# Charles Ogle (Politiker)

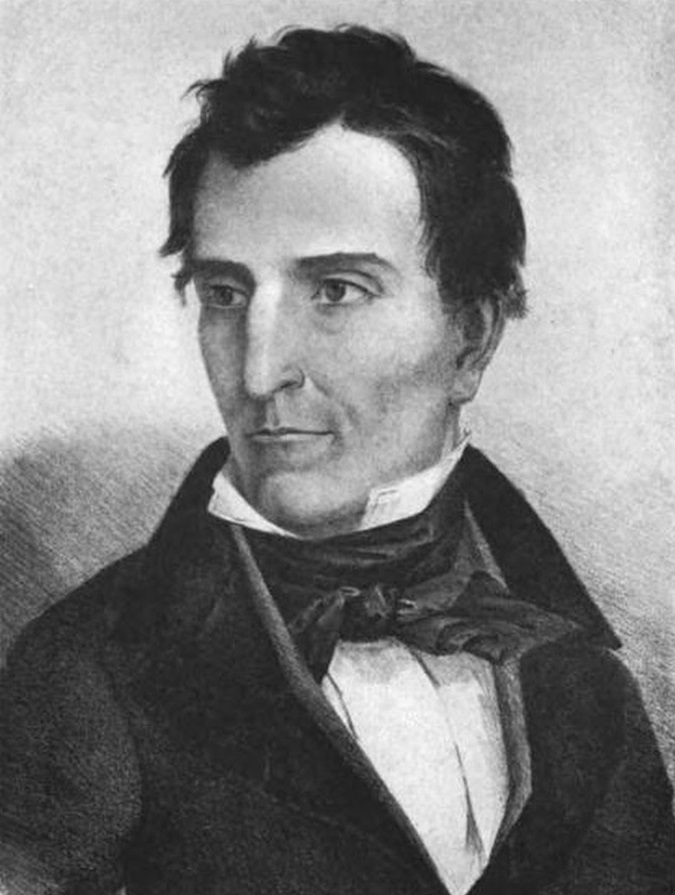
Charles Ogle

Charles Ogle (* 1798 in Somerset, Pennsylvania; † 10. Mai 1841 ebenda) war ein US-amerikanischer Politiker. Zwischen 1837 und 1841 vertrat er den Bundesstaat Pennsylvania im US-Repräsentantenhaus.

## Werdegang
Charles Ogle war der Sohn des Kongressabgeordneten Alexander Ogle (1766–1832) und der Onkel eines weiteren Kongressabgeordneten namens Andrew Jackson Ogle (1822–1852). Er besuchte die vorbereitende Schulen. Nach einem anschließenden Jurastudium und seiner 1822 erfolgten Zulassung als Rechtsanwalt begann er in Somerset in diesem Beruf zu arbeiten. Gleichzeitig schlug er als Mitglied der Anti-Masonic Party eine politische Laufbahn ein.
Bei den Kongresswahlen des Jahres 1836 wurde Ogle im 18. Wahlbezirk von Pennsylvania in das US-Repräsentantenhaus in Washington, D.C. gewählt, wo er am 4. März 1837 die Nachfolge von Job Mann antrat. Nach drei Wiederwahlen konnte er bis zu seinem Tod am 10. Mai 1841 im Kongress verbleiben. Ende der 1830er trat er zu den Whigs über. Zwischen 1839 und 1841 war er Vorsitzender des Straßen- und Kanalausschusses.
Nationale Bedeutung erlangte Charles Ogle im April 1840 mit einer dreitägigen Rede vor dem Kongress, in der er massiv den amtierenden demokratischen US-Präsidenten Martin Van Buren angriff und ihn unter anderem der großangelegten Verschwendung bezichtigte. Diese Rede ging als Gold Spoon Oration in die Geschichte des Kongresses ein, weil Ogle unter anderem behauptete, der Präsident würde im Weißen Haus mit goldenen Löffeln essen. Hintergrund der Rede war der Präsidentschaftswahlkampf des Jahres 1840. Inhaltlich waren Ogles Anschuldigungen haltlos. Sie wurden aber sofort von seiner Partei aufgegriffen und bundesweit verbreitet. Das Land hatte sich damals noch nicht von der Rezession des Jahres 1837 erholt und solche Behauptungen stießen bei der teilweise notleidenden Bevölkerung auf offene Ohren. Damit hatte Ogle nicht unwesentlich zum Wahlsieg von William Henry Harrison beigetragen. Dieser starb einen Monat nach seinem Amtsantritt, Charles Ogle wiederum einen Monat später.